# Igor Mitoraj

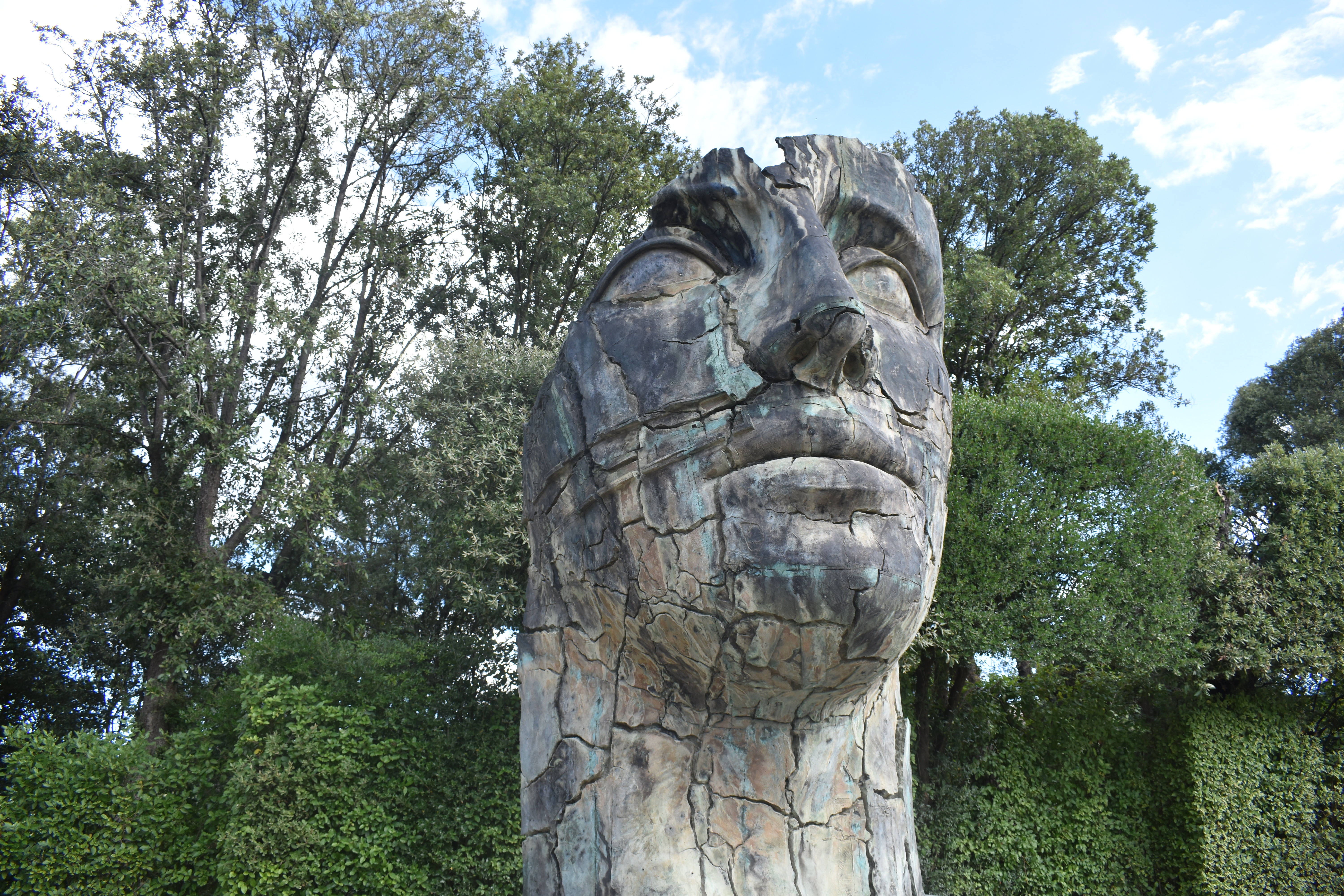
Tindáreo agrietado, jardín de Bóboli, Florencia

Igor Mitoraj (Oederan (actual Alemania), 26 de marzo de 1944 - París, 6 de octubre de 2014) fue un escultor polaco.

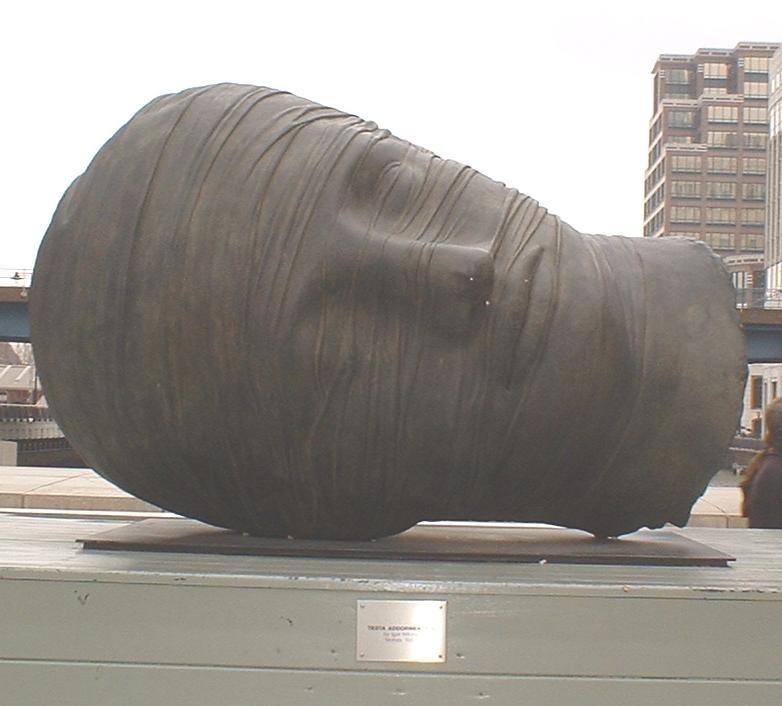
Testa Addormentata, escultura de Mitoraj situada en Canary Wharf, Londres.

## Biografía
Estudió en la Escuela de Arte y la Academia de Bellas Artes de Cracovia con Tadeusz Kantor. Tras algunas exposiciones colectivas, en 1967 celebró su primera exposición individual en la Galería Krzysztofory. Al año siguiente partió hacia París para continuar sus estudios en la Escuela Nacional de Arte.
Fascinado por el arte y la cultura latinoamericana, pasó un año en México, lo que le hizo cambiar la pintura por la escultura. Volvió a París en 1974 y dos años más tarde realiza otra exposición individual importante (Galería La Hune), dedicada ya a la escultura.
En 1979 se va a Carrara (Italia), y se pasa al mármol como medio principal, sin dejar de trabajar en terracota y bronce. En 1983 instala su estudio en Pietrasanta. En 1986 participa con una sala personal de la Bienal de Venecia. Realiza otras muestras individuales en Milán (Compagnia del Disegno, 1987) y Nueva York (Academy of Art, 1989). En 2001 es nombrado ciudadano honorario de Pietrasanta y recibe el Premio Vittorio de Sica a su trayectoria artística.
Su estilo parte de la tradición clásica pero introduce un toque postmoderno al truncar deliberadamente las extremidades, lo que en las obras clásicas es el resultado de las vicisitudes que han sufrido a lo largo del tiempo. 
Hay que reseñar la controversia derivada de la instalación (5 de abril de 2008) de uno de sus trabajos en la Piazza Trento de Tívoli, frente a la iglesia de santa María Maggiore y la Villa d'Este.
Falleció el 6 de octubre de 2014 en un hospital de la ciudad francesa de París, a los 70 años.
Un homenaje póstumo a Mitoraj tuvo lugar en Italia cuando 30 de sus monumentales esculturas de bronce fueron distribuidas por calles y foros de las ruinas del Parque Arqueológico de Pompeya, entre mayo de 2016 y enero de 2017. La exposición se llamó "Mitoraj y Pompeya".

## Obra
- Tindaro aplastado (bronce, 1998)
- Eros atado (bronce, 1999)

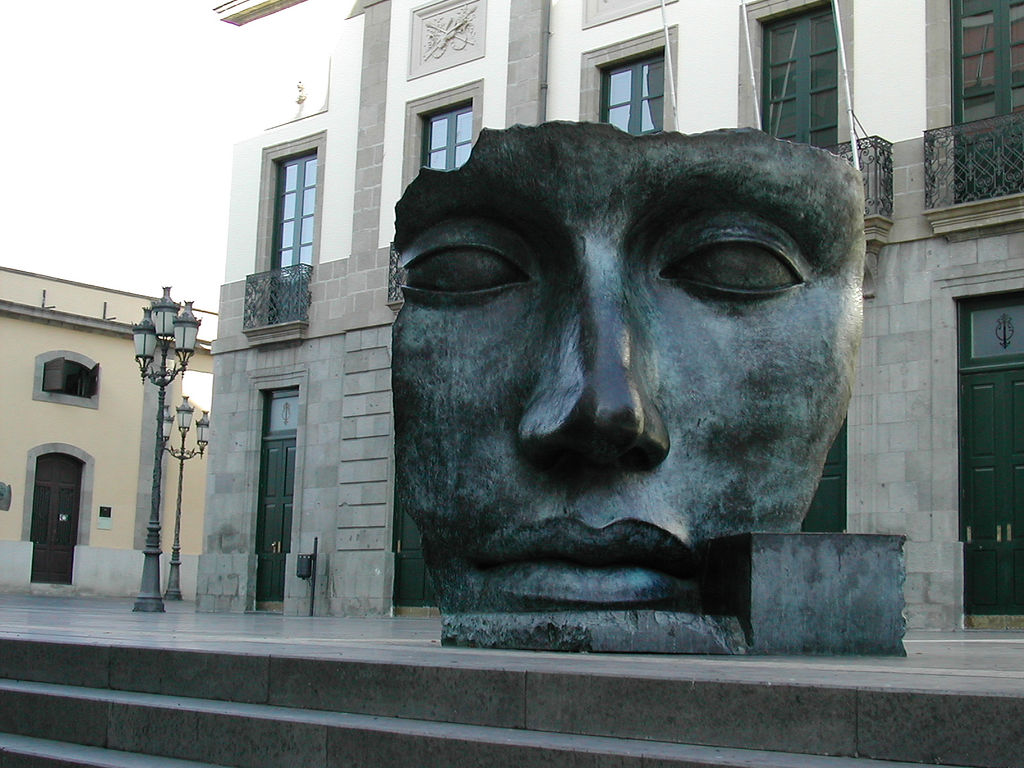
Per Adriane, escultura frente al Teatro Guimerá de Santa Cruz de Tenerife.

- Heros de Lumiere (mármol de Carrara, 1986), Jardín de Esculturas de Yorkshire
- Piernas aladas (bronce, 2002)
- Cabeza dormida, Canada Square, Canary Wharf, Londres
- Per Adriane (bronce, 1993), Santa Cruz de Tenerife